# 苻登
苻 登（ふ とう）は、五胡十六国時代の前秦の第5代皇帝。字は文高。父は前秦の潁川王苻敞。兄は苻同成。前秦の宗室だが傍流であり、3代君主苻堅の族孫（同族の孫の世代）にあたる。

## 生涯

### 若き日
父の苻敞は苻健の時代に高官を歴任していたが、苻生の時代に怒りを買って誅殺された。だが、苻堅が帝位に即くとその名誉は回復され、兄の苻同成が家督を継いだ。
苻登は成長すると仕官し、始め殿上将軍に任じられた。次いで羽林監・揚武將軍・長安県令に転任となり、前秦の禁軍（近衛兵）を統率した。だが、やがて近親者が罪を犯した事により、連座して狄道県長へ左遷された。

### 毛興に帰順
383年、苻堅は大々的に東晋征伐を敢行し、総勢100万を超すともいわれる兵力を動員して建康に迫ったが、淝水の戦いで歴史的大敗を喫してしまった。これにより前秦に服属していた諸部族の謀反を引き起こしてしまい、関中もまた大混乱に陥った。
その為、苻登は任地である狄道を離れ、枹罕を統治する前秦の河州刺史毛興の下へ身を寄せた。当時、苻堅の命により枹罕には氐族の大集団が移住して強大な勢力となっており、隴上に割拠する姚碩徳（後秦君主姚萇の弟）の勢力と長期に渡って対峙していた。また兄の苻同成は毛興の長史（参謀役）を務めており、彼は苻登を司馬（属官）に任じ、陣営に常駐させるよう毛興へ頼んだ。この要求は認められ、苻登は毛興に仕える事となった。
ある時、毛興は用事があって苻登を呼び寄せたが、その際に戯れて「小司馬（苻登）を評事（訴訟や刑罰の裁決）に参与させてみようか」と述べた。これを受け、苻登は事理について見解を述べると、それらはいずれも的確なものであった。毛興はこれにたいそう感心し、以降彼に対して敬意を払うようになったが、一方で畏怖の念も抱いたので重任を委ねる事は無かった。
385年8月、苻堅が姚萇に処刑された事を受け、苻丕（苻堅の庶子）が晋陽において皇帝に即位した。
386年1月、毛興は前秦の益州牧王広・秦州牧王統と内紛を起こすと、4月には王広軍を攻撃して秦州へ敗走させた。さらに王統の守る上邽への侵攻を目論んだが、枹罕にいる氐の諸部族はみな相次ぐ戦役に嫌気が差し、政変を起こして毛興を殺害すると、代わりに氐の豪族である衛平を使持節・安西将軍・河州刺史に立てた。

### 盟主となる
同年7月、枹罕の諸氐は衛平が既に年老いている事から、彼が盟主のままでは領土を保つのは難しいと考え、これを廃立する事を議論した。だが、彼の宗族は強盛だったのでなかなか実行できなかった。そんな中、氐人の啖青は諸将へ「大事は時期を見計らって定めねばならぬ。そうでなければ変事が発生してしまおう。諸君は宴会を開いて衛公（衛平）を呼び寄せればよい。後は我が為そう」と告げた。そして七夕に大宴会を催すと、啖青は剣を抜いて衛平を前にして「今、天下は大乱であり、我らは苦楽を共にしている。しかし、賢主でなければこの大事を乗り切る事は出来ぬ。衛公は老いており、賢路を通す為に初服（昔の地位）に戻るのだ。狄道長苻登は王室の傍系といえども、志略は雄明である。共にこれを立て、大駕（皇帝の苻丕）の下へ赴こうではないか。諸君の中で異論がある者は申し出るように」と宣言した。そして剣を奮って袂を翻し、反論者は斬り殺さんばかりに威圧したので、衆はみなこれに従い、仰ぎ見ようとする者はいなかった。
こうして苻登は盟主に推戴され、使持節・都督隴右諸軍事・撫軍大将軍・雍河二州牧・略陽公の地位を授けられた。これ以降は征伐を自らの判断で行うようになり、引き続き姚碩徳の勢力とも対峙した。
同月、5万の衆を率いて隴山を東下し、南安へ侵攻してこれを攻略した。その後、苻丕の下へ使者を派遣し、事の経緯を報告すると共に命を請うた。
8月、苻丕より使者が到来し、苻登は持節・征西大将軍・開府儀同三司・南安王の官爵を授かり、州牧・都督などは自ら称していた官位を全て授けられた。
10月、苻登が南安を攻略した事により、胡人・漢人問わず3万戸が帰順してきた。苻登はさらに姚碩徳の守る秦州へ侵攻すると、後秦君主姚萇は自ら救援に到来した。だが、苻登は胡奴阜（上邽の西に位置）においてこれを返り討ちにし、2万人余りを戦死させた。この時、苻登配下の将軍啖青は姚萇を射抜いて負傷させたが、姚萇はかろうじて上邽まで退却した。

### 皇帝即位
同月、苻丕は西燕に敗れて逃走中、東晋の揚威将軍馮該より攻撃を受け、これに敗北を喫して戦死してしまった。
11月、苻丕の子である勃海王苻懿・済北王苻昶は当時杏城にいたが、前秦の尚書寇遺は彼らを伴い、杏城を脱出して南安へ逃れてきた。この時、苻登は苻丕の死について報告を受けると、喪を発して服を改め、三軍には縞素（白の喪服）を纏わせ、苻丕に対して哀平皇帝という諡号を贈った。また、苻登は苻懿を主君に立てようと考え、この事について群臣と議論したが、群臣はみな「勃海王（苻懿）は先帝の子といえども、まだ幼沖であり多難の時代には堪えられません。国が乱れた時、長君（年長者）が立つのが、春秋以来の習わしです。大王（苻登）の他にはおりません。今、三虜（後秦・後燕・西燕）が跨僭（帝位を僭称して自立）し、寇旅（賊軍）は殷強であり、豺・狼・梟・獍（獍とは伝説上の猛獣。いずれの生物も不孝の象徴とされる）の如き輩が隙を窺っております。これは厄運の極みであり、ここまで甚しきは過去にもありませんでした。大王は西州にて剣を引き抜き、秦隴の地において鳳翔し、偏師（わずかな軍勢）ながらも、短期間で姚萇を潰走させております。この一戦の功は、光が天地に至るような快挙といえます。龍驤（龍のように躍り上がって）して武を奮い、旧京（姚萇に奪われた長安）を救い出し、社稷・宗廟の事を考えるのを優先すべきです。曹臧（春秋時代曹の宣公の子の公子欣時、字は子臧）、呉札（春秋時代呉の公族季札）のような一介の微節（取るに足らない節義）を顧みていては、図運の機を失ってしまい、中興の業を建てる事も出来なくなります」と述べ、苻登が後を継ぐよう請うた。
苻登はこれを受け入れ、隴東において祭壇を設けると、皇帝に即位した。領内に大赦を下して太初と改元し、百官を置いて朝廷としての機構を整えた。

### 復讐を誓う
この年、旱害により飢饉が発生しており、道端で行き倒れる者もいた。その為、苻登は賊（後秦軍）を殺す度にその死体を熟食と名付け、将兵へ向けて「汝らは朝に戦い、夜に飽きる程の肉を得るのだ。どうして飢餓を憂おうか！」と宣言した。士衆はこれに従い、死肉を喰らって飢えを凌いだ。これにより飢えは満たされ、兵卒も次第に力を取り戻した。姚萇はこれを聞き、急ぎ姚碩徳へ使者を送って「汝が来なければ、尽く苻登の食糧となってしまうぞ」と伝え、彼を呼び寄せた。これにより姚碩徳は隴山を下りて姚萇の本営に合流した。
12月、苻登は軍中において苻堅の神像を造り、輜輧（貴人が乗る車）に載せると、羽葆を垂らして青蓋・黄旗を立て、虎賁（皇帝直属の兵）300人に護衛させた。戦いに際しては必ずその旨を報告し、何かを為そうとする際も像に申し上げてから実行した。さらに武具を整えて兵を集めて後秦を討つ為の準備を進め、5万の兵を動員してまさに東へ進軍せんとすると、神像へ向けて「これなるは、曾孫にして皇帝の臣なる登（苻登）であります。太皇帝（先代皇帝苻丕）の霊のお告げにより、恭しく宝位（帝位）を踐する事となりました。かつて五将の難（苻堅は五将山で姚萇に捕らえられた）にて、賊羌（姚萇）の欲しいままに聖躬（皇帝の身体）を害させてしまったのは、実にこの登の罪であります。今、義旅（義軍）を纏め上げ、その兵は5万余りとなりました。精甲と勁兵があれば、功を立てるにも足りましょう。また年穀も豊穰であり、物資も十分にあります。即ち、日星が電撃的に邁進せよと言っているものであります。すぐに賊庭（後秦の朝廷）へ至り、命を顧みず奮戦し、隕越させる事を期します。上は皇帝への酷冤（残酷無道な行い）に報い、下は臣子の大恥を雪ぐ事を願うものです。帝の霊よ、この誠心を降監（天より見守る）されますよう」と述べ、苻堅を殺した後秦への復讐を誓うと、声を殺して涙を流した。将士はこれを聞いて悲慟しない者はいなかった。将士はみな矛と鎧に『死休（死して休まん。死ぬその時まで決して休まない事の決意表明）』の字を刻み、戦場で死する事を志とする事を示した。また苻登はいつも戦う度に、長矛や鉤刃を手にして方円の大きな陣を布き、自らは中心に立って陣の手薄な所を把握し、都度兵を分配して補った。これらにより兵はみな命を顧みず奮戦し、向かう所に敵はいなかった。

### 諸勢力の帰順
かつて前秦の中塁将軍徐嵩・屯騎校尉胡空は各々5千の兵を擁して砦に固く守っていたが、長安が姚萇の手に落ちると後秦に帰順した。姚萇は彼らに官爵を授け、また慰撫する為に両者の砦の間で王の礼をもって苻堅を葬った。だが同年12月、苻登の軍勢が到来すると、徐嵩らは再び前秦に帰順した。苻登は徐嵩を鎮軍将軍・雍州刺史に任じ、胡空を輔国将軍・京兆尹に任じ、改めて苻堅を天子の礼で葬った。
387年1月、妃の毛氏（毛興の娘）を皇后に立て、勃海王苻懿（苻丕の子）を皇太弟に立てた。また、苻丕の残兵を纏め上げて杏城に割拠していた苻纂を使持節・侍中・都督中外諸軍事・太師・大司馬に任じて魯王に進封し、苻纂の弟の苻師奴を撫軍大将軍・并州牧に任じて朔方公に封じた。苻纂は苻懿を差し置いて苻登自ら帝位を継いだ事に不満を抱いていたが、止む無くその命を受けた。これにより貳県に割拠する盧水胡の彭沛穀、屠各（匈奴の一種族）の董成・張龍世、新平羌の雷悪地らもまたみな苻纂に呼応して前秦へ帰順し、その数は10万を超えた。
同時期、苻纂は苻師奴を派遣して上郡の羌族酋長である金大黒・金洛生らを攻め、これに勝利して5800の首級を挙げた。
3月、苻登は竇衝を車騎大将軍・南秦州牧に、楊定を益州牧に、楊璧を司空・梁州牧に任じ、乞伏国仁を大将軍・大単于任じて苑川王に封じた。4月、前秦の益州刺史楊定は後秦の征西将軍姚碩徳の勢力圏へ逼迫し、敵軍を安定郡の涇陽まで後退させた。さらに魯王苻纂と合流して涇陽を攻撃し、大勝を挙げた。だが姚萇自らが救援に到来すると、苻纂らは敷陸まで後退した。
竇衝は後秦領の汧城（現在の陝西省宝鶏市隴県）・雍城（現在の陝西省宝鶏市鳳翔区）へ侵攻し、いずれも陥落させて後秦の将軍姚元平・張略を討ち取った。さらに汧東において姚萇と交戦したが、これは返り討ちに遭った。
5月、苻登は兄の苻同成を司徒・尚書令に任じて潁川王に封じ、弟の苻広を中書監に任じて安成王に封じ、子の苻崇を尚書左僕射に任じて東平王に封じた。
7月、苻登は軍を進めてさらに後秦に逼迫し、瓦亭に屯営した。
同月、姚萇は盧水胡の彭沛穀の守る砦を攻めてこれを攻略し、彭沛穀を杏城まで退却させた。
9月、苻登はさらに新平との境界にある胡空堡（現在の陝西省咸陽市彬州市）まで進出すると、胡人・漢人問わず10万余りが苻登の下へ帰順した。

### 蘭櫝・徐嵩の敗北
同月、前秦の征虜将軍・馮翊太守蘭櫝は2万の兵を率いて頻陽から和寧へ進出し、魯王苻纂と連携して長安侵攻を目論んだ。この時、苻師奴は帝位に即くよう兄の苻纂へ勧めるも、苻纂は聞き入れなかった為、政変を起こして苻纂を殺害すると、自ら秦公を称して自立した。蘭櫝はこれを不当として苻師奴と対立するようになったが、この機に乗じた西燕の君主慕容永からも攻撃を受けるようになり、後秦に救援を要請した。姚萇は要請に応じて軍を繰り出すと、泥源に侵攻して苻師奴に大勝し、苻師奴は鮮卑の勢力に亡命した。後秦は尽くその勢力を傘下に入れ、屠各の董成らもみな後秦へ降伏した。
10月、蘭櫝は再び守りを固くして後秦への降伏を拒むと、姚萇はこれを攻撃し、12月には蘭櫝を捕らえてその兵馬を鹵獲した。こうして杏城は後秦の支配下に入った。
12月、後秦の将軍姚方成は前秦の雍州刺史徐嵩の守る砦を攻め、これを攻略して徐嵩を捕らえた。そして徐嵩を三斬の刑（足・腰・頸の三か所を斬る事）に処し、その士卒を生き埋めにし、妻子を兵士に与えた。徐嵩らを姚方成が討伐した事を聞き、姚萇は苻堅の屍を掘り起こして幾度も鞭で打つと、衣服を剥ぎ取って裸とし、棘を巻き付けて直接穴に埋めた。

### 後秦を追い詰める
388年2月、苻登が安定郡の朝那まで迫ると、姚萇もまた武都郡（安定との境界にある）まで軍を動かした。春になると両軍は幾度も戦いを繰り返すようになり、一進一退の攻防を繰り広げた。次第に軍中の兵糧が底をつくようになると、苻登は桑の実を集めて兵士に与えて飢えを凌いだ。
5月、皇太弟の苻懿が没した。苻登は献哀太弟という諡号を贈った。
7月、前秦軍と後秦軍は停戦し、共に軍を退却させた。
かつて関中の豪族はみな、苻氏の勢力がすでに衰亡しており、姚萇が雄略にして命世の才を持っている事から、天下の事業は後秦の下にすぐに定まると思っていた。だが、姚萇は既に苻登と数年に渡って相対し、幾度も敗戦を喫していたので、遠近の人は次第に去就をどうすべきか迷うようになり、この頃になると前秦に就く者も増えていた。
8月、苻登は子の苻崇を皇太子に立て、苻弁を南安王に、苻尚を北海王に封じた。
10月、姚萇が安定に帰還すると、苻登は新平において食料を確保し、大軍を胡空堡に留めた上で、1万余りの騎兵を率いて姚萇の陣営を包囲した。この時、四面より大哭させて後秦軍を多いに動揺させると、姚萇はこれを嫌って陣中の将兵にもこれに呼応して哭くよう命じたという。やがて苻登は包囲を解き、軍を退却させた。
苻登はこれ以降も姚萇の勢力と幾度か交戦したが、いずれも勝利を収めたという。
12月、兄の潁川王苻同成を太尉に任じた。
389年1月、姚萇は前秦に度々敗れていたので、苻登が苻堅からの神助を受けていると考えた。その為、苻堅の像を軍中に作らせると、祈祷して「往年の新平の禍は、萇の罪ではありません。臣の兄である襄（姚襄）は陝より北渡し、西へ向かうために道を借りようとしました（前秦の領土を通過しようとした事）。狐は死した時、首を故郷の丘に向けるといいますように、ただ郷里を一目見たいがためでした。しかし、陛下（苻堅）は苻眉（苻黄眉）と共に道を遮断して距撃したため、遂げる事無く没しました。故に襄は萇に殺を行うように命じたのであり、臣の罪ではありません。苻登は陛下にとっては末族でありますが、それでもなお復讐しようとしておりますように。臣は兄の恥に報いようとしたまでです。何か情理に背く事がありましょうか！昔、陛下は臣に龍驤の号を仮された時、臣へ『昔、朕は龍驤の位をもってこの業績の基礎を作ったのだ。卿は勉めるように！』と仰られました。この明詔は昭然としており、その言葉はもなおも耳に残っております。陛下は世を過ぎて神となられましたが、どうして苻登に味方されて臣を図ろうとしているのですか。かつての征時の言をお忘れになられたのですか！今、こうして陛下の像を立てました。ここにおいてお休み頂きますよう。そして、臣の過ちを咎める事のありませんよう。臣の至誠をどうか聞き入れられますよう」と告げた。苻登は楼に登ると、遠くの姚萇へ向けて「古より今に至るまで、臣下が主君を弑し、その神像を立てて福を求めた事があっただろうか。これでどうして益がもたらされると思うか！」と述べ、さらに大声で「弑君の賊である姚萇はどうして出てこない！我と汝で決しようぞ！どうして無辜（罪無き者）なる者を枉害（偽りの罪で害する事）するのか！」と呼びかけたが、姚萇は応じなかった。だがこれ以降も戦況は後秦有利にはならず、軍中でも毎夜のように変事が起こったので、遂に姚萇は厳然と鼓を打ち鳴らしながら像の首を切り落とし、苻登に送りつけた。
同月、苻登は乞伏国仁の後を継いだ河南王乞伏乾帰を大将軍・大単于に任じ、金城王に封じた。
同月、前秦の将軍竇洛・竇于らは謀反を画策したが露見し、後秦へ亡命した。
同月、苻登は軍を進めて彭池を攻撃したが攻略出来なかった。次いで弥姐の陣営や繁川の諸々の堡を攻め、全て陥落させた。

### 大界の敗戦
2月、苻登は安定郡の大界に輜重を留めると、自ら1万余りの軽騎兵を率いて安定に割拠する羌族の密造堡を攻め、これを破った。
5月、姚萇は中軍将軍姚崇に命じて大界の輜重を襲撃させが、苻登は安丘において敵の行軍を遮断し、大勝を挙げて2万5千の兵を討ち取るか捕縛した。
7月、苻登は平涼に進んで後秦の右将軍呉忠・唐匡らを攻め、これを攻略した。尚書苻碩を前禁将軍・滅羌校尉に任じ、平涼を守らせた。
8月、さらに苻登は苟頭原へ進出し、安定城に迫った。だが、姚萇は尚書令姚旻に安定の守りを委ねると、夜闇に乗じて自ら3万の兵を率いて出撃し、輜重を置いている大界を奇襲してこれを攻め落とした。これにより苻登の皇后毛氏・子の苻尚が殺害され、数十人の将を捕らえられ、男女5万人余りを略奪された。苻登は残兵をかき集めて胡空堡まで後退を余儀なくされた。

### 長安攻略を期す
9月、秦の益州刺史楊定は隴城・冀城を攻めてこれを破った。これを受け、略陽を守る姚詳は城を放棄して陰密へ逃走した。やがて楊定は自ら秦州牧・隴西王を称するようになるが、苻登は彼の離反を防ぐために彼が自ら称していた官爵を全て授けた。
かつて苻丕が敗死した時、楊政・楊楷は各々流民を数万戸を束ね、楊政は河西に、楊楷は湖・陝の間に割拠していた。やがて彼らは前秦に使者を派遣して帰順すると、苻登は楊政を監河西諸軍事・并州刺史に、楊楷を都督河東諸軍事・冀州刺史に任じた、
10月、苻登は各地の諸勢力に使者を派遣して書を送り、竇衝を大司馬・驃騎将軍・前鋒大都督・都督隴東諸軍事・雍州牧に、楊定を左丞相・上大将軍・都督中外諸軍事・秦梁二州牧に、楊璧を大将軍・都督隴右諸軍事に任じる旨を告げた。また、後秦を討つ事を改めて誓うと、竇衝を前鋒として繁川から長安へ赴くよう命じ、自らは新平より新豊の千戸固に拠り、楊定には隴上の諸軍を率いて後継となるよう命じ、楊璧には仇池を守るよう命じた。また、監河西諸軍事・并州刺史楊政、都督河東諸軍事・冀州刺史楊楷にも各々衆を率いて長安に集結する事を命じた。
姚萇は将軍王破虜に秦州攻略を命じたが、楊定は清水の格奴坂において迎え撃ち、これを大破した。苻登もまた後秦の張龍世の守る鴦泉堡を攻撃したが、姚萇が救援に到来したので軍を退却させた。

### 雷悪地の離反
12月、後秦の東門将軍任瓫・宗度は苻登の下へ降伏の使者を派遣し、もし苻登が安定城へ到来したならば、内より呼応して東門を開けると述べた。これは姚萇の計略による偽装投降であったが、苻登は信用して従おうとした。だが、外で兵を率いていた征東将軍雷悪地はこれを聞き、急ぎ馬を飛ばして苻登の下へ参内すると「姚萇には計略が多く、人を御する事に長けております。必ずや奸変があるでしょう。願わくば深く詳思されます事を」と訴えたので、苻登は取りやめた。姚萇は雷悪地が苻登の陣営を詣でたと知り、諸将へ「この羌（雷悪地）は奸智に長けている。今、登（苻登）の下を詣でたという事は、事は成らぬであろうな」と嘆いたという。
後に苻登は姚萇が懸門（門に紐を吊るす事。苻登を吊るす準備）して待っていると聞き、大いに驚いた。そして側近へ「雷征東（征東将軍雷悪地）はなんと聖なるか！この公がいなければ、朕は恐らく豎子（青二才）に誤らされていたであろう」と述べ、雷悪地を称えた。ただその一方、かねてより苻登は雷悪地の人並み外れた勇略を警戒していた。やがて雷悪地は災いを恐れ、衆を伴って後秦に降伏してしまった。
同月、弟の苻広を司徒に任じた。

### 後秦に圧される
390年3月、姚萇は前秦の扶風郡太守斉益男の守る新羅堡へ侵攻し、これを攻略した。斉益男は苻登の下へ逃走したが、配下の将軍路柴・強武らはみな姚萇に降伏した。苻登はこの機に乗じて隴東へ侵攻して後秦の天水郡太守張業生を攻撃したが、姚萇が救援に到来したので退却した。
4月、前秦の鎮東将軍魏曷飛が衝天王を自称して自立し、氐族・胡族を従えて後秦の安北将軍姚当成の守る杏城を攻撃した。後秦の鎮軍将軍雷悪地もまた反旗を翻してこれに呼応し、鎮東将軍姚漢得の守る李潤を攻撃した。だが、魏曷飛は姚萇軍に敗れて戦死し、これにより雷悪地は後秦に降伏した。
7月、馮翊出身の郭質が広郷ごと前秦に帰順し、三輔の地に檄文を飛ばして決起を促した。三輔の諸砦は多数がこの呼びかけに応じたが、ただ鄭県出身の苟曜だけは従わず、衆数千を纏め上げて後秦に帰順した。苻登は郭質を馮翊太守に任じた。郭質は配下の部将に苟曜を撃たせたが敗北を喫し、東にいる楊楷を引き込んで、連携を図ろうとした。12月、郭質は苟曜と鄭東において交戦するも、再び敗戦を喫してしまい洛陽へ逃走すると、そのまま後秦に帰順してしまった。これにより郭質の衆はみな潰散してしまった。
391年3月、苻登は自ら雍城を出撃し、後秦の安東将軍金栄の守る范氏堡を攻め降した。さらには渭水を渡って後秦の京兆郡太守韋範の守る段氏堡を攻めたが、撃退された。その後、苻登は曲牢へ進んで駐屯した。
4月、苟曜は1万の衆を従えて逆方堡に拠っていたが、密かに苻登へ寝返ろうと考え、使者を派遣して内応する事を約束した。これを受け、苻登は自ら曲牢より繁川へ進出し、馬頭原に屯営した。5月、姚萇より攻撃されたが苻登は返り討ちにし、後秦の右将軍呉忠を討ち取った。だが、姚萇は敗残兵をかき集めて再び決戦を挑むと、苻登は大敗を喫して郿まで後退した。
同月、前秦の兗州刺史強金槌は新平に拠っていたが、後秦に降伏した。
7月、苻登は新平へ侵攻したが、姚萇が救援に到来すると退却した。
12月、苻登は安定へ侵攻したが、安定城の東で姚萇軍に敗れて路承堡まで退却した。

### 姚萇に翻弄
392年1月、苻登は昭儀李氏を皇后に立てた。
3月より姚萇は病床に伏せるようになり、同年7月には苻登の下にもこの情報が届いた。苻登は大いに喜び、兵馬を整えて出征の準備を行うと共に、苻堅の神像へ「孫である登は自ら任を受けて戈を執り、やがて一紀を迎えようとしております。未だ上天より福を賜っておりませんが、陛下より憐れみを賜った事で、至る所で必ず勝利を挙げ、賊旅（賊軍）は打ち砕かれんとしております。今、太皇帝の霊は災厄を逆羌に降され、我ら一族を推そうとしております。醜虜は必ずや振るわなくなりましょう。この登はその隕斃に当たり、天誅を順行し、梓宮（天子の陵墓）を拯復し、清廟に謝罪いたします」と報告し、大赦を下して、百官を二等進位させた。
同月、清水において後秦の姚崇と麦の収穫を争ったが、得る事が出来なかった。
その後、再び安定へ進出し、城から90里の地点に布陣した。
8月、姚萇は小康状態まで回復すると、自ら出撃して前秦軍を阻んだ。苻登もまた陣営より出てこれを迎え撃ったが、姚萇は安南将軍姚熙隆に別動隊を与えて前秦の陣営を奇襲したので、苻登は恐れて退却した。その後、姚萇は夜の内に兵を陣営の傍らより出し、密かに移動して苻登の陣営の後方30里余りの地点に布陣し、その背後を取った。夜が明けて苻登の斥候が「賊の諸営は既に空です。どこに向かったかも分かりません」と告げると、苻登は驚いて「奴は何者なのだ。去る時も我に知られず、来る時も我に覚られなかった。死に瀕していると言うのに、忽然と現れる。どうして朕とこの羌を同世に生み、このように苦しめるのか！」と嘆いたという。遂に苻登は攻勢を中止して雍まで退却した。姚萇もまた安定に帰還した。

### 竇衝の離反
10月、関中にいる巴蜀からの流民はみな後秦に背き、弘農に拠って前秦に帰順した。
同月、苻登は竇衝を左丞相に任じた。
同月、竇衝は華陰へ拠点を移したが、東晋の河南郡太守楊佺期より湖城において攻撃を受け、退却した。
393年5月、竇衝は自らの功績を誇り、天水王に封じるよう請うたが、苻登は認めなかった。6月、竇衝は自ら秦王を自称し、前秦から離反した。
7月、苻登は野人堡に割拠する竇衝を攻撃すると、竇衝は後秦に救援を要請した。姚萇はこれに従い、皇太子姚興を派遣して苻登の本営である胡空堡を攻撃させた。これを聞いた苻登は竇衝の包囲を解いて軍を戻したが、姚興は平涼を急襲して大いに略奪してから帰還した。これ以降、竇衝は遂に後秦と結託するようになった。

### 廃橋の戦い
同年12月、後秦君主姚萇がこの世を去り、姚興が後を継いだ。
394年春、苻登は姚萇の死を聞き、喜んで「姚興は小児に過ぎん。我の杖を折り、これを笞として使うとしよう（姚興を笞罪に処す事を指す）」と語り、領内に大赦を下した。そして軍勢を総動員して東へ向かうと、司徒安成王苻広に雍を守らせ、太子苻崇に胡空堡を守らせ、金城王乞伏乾帰を左丞相・河南王・秦梁益涼沙五州牧とし、九錫を加えた。
2月、苻登は屠各の姚奴堡・帛蒲堡に攻め込み、これを陥落させた。さらに甘泉より関中へと進出した。姚興はこれを追撃したが、数十里及ばなかった。
夏、苻登は六陌から廃橋（現在の陝西省咸陽市興平市）へ進出すると、後秦の始平郡太守姚詳は馬嵬堡に籠ってこれを拒んだ。姚興は尹緯を姚詳救援に向かわせ、尹緯は廃橋において前秦軍を待ち受けた。苻登は水を得ようとしたが尹緯に阻まれ、渇死する者が10人のうち分の2・3に及んだ。その為、急いで尹緯を討とうと考え、大規模な会戦を行うも大敗を喫してしまった。その夜、前秦の衆は離散してしまい、苻登は止む無く単騎で雍へ逃走した。

### 最期
苻広・苻崇は廃橋での敗戦を聞き、みな城を放棄して逃走してしまった。その為、苻登は帰還を果たすも身を寄せる場所が無くなってしまい、さらに平涼へと落ち延びた。そして敗残兵を収集すると、馬毛山に入った。
6月、苻登は子の汝陰王苻宗を人質として西秦君主乞伏乾帰（前秦の河南王でもある）の下へ送り、乞伏乾帰を梁王に進封し、妹を嫁がせる事を条件に、救援を要請した。乞伏乾帰はこれに応じ、前軍将軍乞伏益州（乞伏乾帰の弟）らに1万の騎兵を与え、救援を命じた。
7月、苻登は軍を率いて乞伏益州の軍勢を出迎えようとしたが、姚興は安定より涇陽へ向かい、馬毛山の南において苻登軍を攻撃した。苻登は敗北を喫して捕らえられ、殺害された。在位9年、享年52であった。
皇后李氏は姚晃に与えられ、苻登の兵はみな農民とされ、陰密の民3万戸は長安へ移された。乞伏益州らはこれを聞いて軍を退却させた。
苻登の死を聞いた皇太子苻崇は逃亡先の湟中において帝位に即いた。苻登へ高皇帝という諡号を贈り、廟号を太宗とした。
苻崇は乞伏乾帰により逼迫され、同年の内に遂に後仇池へ亡命するも、乞伏乾帰に敗れて戦死した。こうして前秦は滅亡した。

## 人物
幼い頃より雄勇で意気盛んであり、度量はずば抜けており、奇略を好んだ。ただその一方、粗豪で何をしでかすか分からず、また細行を蔑ろにしていたので、苻堅からは重んじられなかった。だが、成長すると素行を改め、慎み深く温厚となり、しきりに書物を読み漁るようになった。
かつて兄の苻同成はいつも彼へ「汝は聞いたことがあろう。『不在其位、不謀其政（その位に在らざれば、その政を謀らず』と。いつも時事に関わろうとしているが、これは識者が許す所ではない。我は汝を嫌っているからこのような事を言うのではなく、濫りに関与しているのを喜んでいない者がいる事を恐れているのだ。自制するのだ。汝は後に政事を預かるようになるであろう。それから自らの考えを貫けばよいのだ」と戒めていた。これを聞いた人は、苻同成が苻登を妬んでいるから抑えつけようとしていると考えた。だが、当の苻登はこれを聞き入れ、次第に身を慎んで濫りに交友しなくなったという。
毛興は死に際し、苻同成へ「卿と共に連年に渡り逆羌（後秦）を撃ってきたが、事が成し得ぬままに終わる事になった。しかしこれを恨む事などない！後事は卿の小弟の司馬（苻登）に託すように。碩徳（姚碩徳）を滅するのは、必ずやこやつであろう。卿は代わって司馬の職務に就くように」と言い残した。

## 宗室

### 妻妾
- 皇后毛氏（毛興の娘）
- 皇后李氏

### 子
- 苻崇（秦皇帝）
- 苻弁（南安王）
- 苻尚（北海王）
- 苻宗（汝陰王）